# Island Life
| Recensione       | Giudizio |
| ---------------- | -------- |
| AllMusic         | [ 5 ]    |
| Robert Christgau | B−       |

Island Life è un album compilation che ripercorre i primi nove anni di carriera della cantante Grace Jones, pubblicato il 1º dicembre 1985.

## Descrizione
La raccolta ottenne un grande successo commerciale, entrando nella top ten di molti paesi e toccando la vetta in Nuova Zelanda. Il disco si posizionò al quarto posto della classifica inglese, il suo più alto piazzamento mai raggiunto nel paese.

### Produzione
Dopo il grande successo commerciale ottenuto da Grace Jones con il suo album Slave to the Rhythm nel 1985, la Island Records decise di pubblicare una compilation dei suoi successi alla fine dello stesso anno. Island Life include canzoni dalla maggior parte degli album di Jones della Island Records: Portfolio (1977), Fame (1978), Warm Leatherette (1980), Nightclubbing (1981), Living My Life (1982) e Slave to the Rhythm (1985). Nessuna traccia da Muse (1979) venne inclusa. Alcune delle canzoni apparvero in forma modificata, e fu inserito un remix di Love Is the Drug. Il disco fu prodotto da Tom Moulton, Chris Blackwell, Alex Sadkin e Trevor Horn. Lo scrittore e giornalista Glenn O'Brien scrisse le note di copertina.
La versione australiana dell'album fu pubblicata con un bonus disc contenente quattro brani aggiuntivi: My Jamaican Guy, Pull Up to the Bumper, On Your Knees e Warm Leatherette.

### Copertina
La foto di copertina dell'album è una delle immagini più iconiche e famose di Grace Jones e fu creata da Jean-Paul Goude, all'epoca suo compagno. L'arabesque, incredibilmente aggraziato, è in realtà un montaggio di immagini separate, che segue le idee di Goude sulla creazione di illusioni credibili con la sua tecnica di ritaglio e pittura. La posizione del corpo è "anatomicamente improbabile". La fotografia apparve originariamente sulla rivista New York nel 1978 e successivamente fu usata per il video musicale del singolo La Vie en rose della Jones. Da allora è stata descritta come "una delle fotografie più famose della cultura pop". Nella copertina dell'album sono incluse anche altre immagini iconiche di Jones, tra cui la fotografia dei "gemelli", Grace Jones in una gabbia e con indosso un abito "premaman".
Nel 2011 l'immagine fu ripresa e omaggiata da Nicki Minaj nel video musicale della sua Stupid Hoe, con Minaj che imita la posa di Jones.

## Tracce
Lato A
1. La Vie en Rose - 7:25
2. I Need a Man - 3:22
3. Do or Die - 3:22
4. Private Life - 5:10
5. Love Is the Drug - 6:02

Lato B
1. I've Seen That Face Before (Libertango) - 4:29
2. Pull Up to the Bumper - 3:38
3. Walking in the Rain - 4:18
4. My Jamaican Guy - 6:00
5. Slave to the Rhythm - 4:22